# Pat O'Brien (actor)
William Joseph Patrick O'Brien (Milwaukee; 11 de noviembre de 1899-Santa Mónica; 15 de octubre de 1983), conocido como Pat O'Brien, fue un actor estadounidense que apareció en más de 100 títulos.

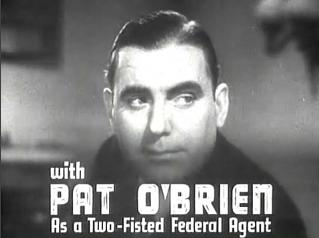
Pat O’Brien en la película La esposa del enemigo público (1936).

Su familia era católica,  de origen irlandés,  de Milwaukee (Wisconsin). Durante su juventud asistió a la Iglesia Gesu (colegio jesuita). O'Brien asistió a la Marquette University High School con el también actor y compañero Spencer Tracy. Parece ser que también sirvió junto a Jack Benny en la Great Lakes Naval Station durante la Primera Guerra Mundial.
O'Brien apareció junto a James Cagney en ocho películas, incluyendo Ángeles con caras sucias (1938) y el último film de Cagney Ragtime (1981). Empezó a trabajar en el cine (a menudo en el papel de policías irlandeses o de sacerdotes) en los años treinta, comenzando con el papel del reportero Hildy Johnson en la versión original de The Front Page (Un gran reportaje) en 1931. Apareció con gran éxito en la película de suspense de 1946 Crack-Up (Colapso), y tuvo el papel principal en The Personality Kid (1934). 
Se le recuerda más por su papel de detective de policía frente a George Raft en Some Like It Hot (Con faldas y a lo loco – España; Una Eva y dos Adanes - Iberoamérica ), de 1959, y por el papel principal de entrenador en Knute Rockne, All American (1940), película en la que aparecía un joven Ronald Reagan, interpretando al jugador George Gipp. La carrera cinematográfica de O'Brien prácticamente finalizó a principios de los años cincuenta, cuando aparentemente fue incluido parcialmente en la lista negra, aunque pudo continuar trabajando en televisión; en su autobiografía The Wind At My Back, O'Brien explicaba haber quedado totalmente perplejo ante la situación. Su buen amigo Spencer Tracy tuvo que pelear con los estudios para que le dieran un pequeño papel en El último hurra, en 1958.
O'Brien falleció por un infarto de miocardio a los 83 años de edad.

## Filmografía
| - Honor Among Lovers (1931) - The Front Page (Un gran reportaje) (1931) - Personal Maid (1931) - Flying High (1931) - Consolation Marriage (1931) - Hell's House (Casa correccional) (1932) - Scandal for Sale (1932) - The Strange Case of Clara Deane (1932) - Hollywood Speaks (1932) - American Madness (La locura del dólar) (1932) - Virtue (1932) - Air Mail (Hombres sin miedo) (1932) - Laughter in Hell (1933) - Destination Unknown (Sin rumbo) (1933) - The World Gone Mad (1933) - Bureau of Missing Persons (Los desaparecidos) (1933) - Flaming Gold (Oro en llamas) (1933) - Bombshell (Polvorilla) (1933) - College Coach (1933) - I've Got Your Number (1934) - Gambling Lady (La novia de la suerte) (1934) - Twenty Million Sweethearts (Veinte millones de enamorados) (1934) - Here Comes the Navy (1934) - The Personality Kid (1934) - Flirtation Walk (La generalita) (1934) - I Sell Anything (1934) - Devil Dogs of the Air (Diablos del aire) (1935) - In Caliente (Por unos ojos negros) (1935) - Oil for the Lamps of China (Luz a Oriente) (1935) - The Irish in Us (El predilecto) (1935) - Page Miss Glory (La divina gloria) (1935) - Stars Over Broadway (1935) - Ceiling Zero (Águilas heroicas) (1936) - I Married a Doctor (1936) - Public Enemy's Wife (1936) - China Clipper (1936) - The Great O'Malley (1937) - Slim (1937) - San Quentin (1937) - Back in Circulation (1937) - Submarine D-1 (1937) - Women Are Like That (1938) - Panamint's Bad Man (1938) - Cowboy from Brooklyn (1938) - Boy Meets Girl (1938) - Garden of the Moon (1938) - Ángeles con caras sucias (1938) - Off the Record (1939) | - The Kid from Kokomo (1939) - Indianapolis Speedway (1939) - The Night of Nights (1939) - Slightly Honorable (1940) - Fighting 69th (El regimiento heroico) (1940) - Castle on the Hudson (1940) - 'Til We Meet Again (1940) - Torrid Zone (1940) - Escape to Glory (1940) - Flowing Gold (1940) - Knute Rockne, All American (1940) - Doomed Caravan (1941) - Bury Me Not on the Lone Prairie (1941) - Two Yanks in Trinidad (1942) - Broadway (1942) - Flight Lieutenant (1942) - The Navy Comes Through (1942) - Bombardier (Bombardero) (1943) - The Iron Major (1943) - His Butler's Sister (La hermanita del mayordomo) (1943) - Marine Raiders (1944) - Secret Command (1944) - Having Wonderful Crime (1945) - Man Alive (1945) - Perilous Holiday (1946) - Crack-Up (Colapso) (1946) - Riffraff (1947) - Fighting Father Dunne (1948) - The Boy with Green Hair (El muchacho de los cabellos verdes) (1948) - A Dangerous Profession (Una profesión peligrosa) (1949) - Johnny One-Eye (1950) - The Fireball (1950) - Criminal Lawyer (1951) - The People Against O'Hara (1951) - Okinawa (1952) - Jubilee Trail (Extraña aventura) (1954) - Ring of Fear (1954) - Inside Detroit (1956) - Kill Me Tomorrow (1957) - The Last Hurrah (El último hurra) (1958) - Some Like It Hot (Con faldas y a lo loco – España; Una Eva y dos Adanes - Iberoamérica) (1959) - Town Tamer (1965) - The Phynx (1970) (Cameo) - The Sky's the Limit (1975) - Billy Jack Goes to Washington (1977) - The End (De miedo también se muere) (1978) - Ragtime (1981) |

Cortos:
- Compliments of the Season (1930)
- A Dream Comes True (1935)
- A Trip Thru a Hollywood Studio (1935)
- Swingtime in the Movies (1938)
- Out Where the Stars Begin (1938)
- Instantáneas: Famous Fathers and Sons (1946)
- Instantáneas: Hollywood's Happy Homes (1949)
- Instantáneas: Motion Picture Mothers, Inc. (1949)
- Instantáneas: Hopalong in Hoppy Land (1951)
- Instantáneas: Memorial to Al Jolson (1952)
- Instantáneas: Hollywood Mothers and Fathers (1955)
- Instantáneas: Hollywood Beauty (1955)

## Trabajo en televisión
- Joyful Hour (1960)
- Harrigan and Son (1960-1961)
- The Over-the-Hill Gang (1969)
- Welcome Home, Johnny Bristol (1972)
- Adventures of Nick Carter (1972) (episodio piloto)
- Kiss Me, Kill Me (1976)
- Scout's Honor (1980)